# ソフトウェア工学における見積
ソフトウェア工学における費用見積（ソフトウェアこうがくにおけるひようみつもり、英:cost estimation in software engineering）は、通常、ソフトウェアの開発やテストにかかる費用のこと。要件のレビュー費用、メンテナンス費用、トレーニング費用、追加の機器購入費用、サーバー費用、ソフトウェアの管理と購入費用も含まれる。特定のプロジェクトのソフトウェア費用を見積もるために、多くの方法が開発されている。

## 手法
ソフトウェア工学の見積方法には、次のものがある。
- パラメトリック推定（英語版）
- 計画ゲーム（エクストリーム・プログラミングから）
- プロキシベースの見積もり（英語版）（PROBE）（パーソナルソフトウェアプロセス（英語版）から）
- プログラム評価およびレビュー手法（PERT）
- Putnam_model（英語版）、別名SLIM。
- SEER-SEM（英語版）パラメトリック推定による工数、スケジュール、コスト、リスクの見積もり。ブルックスの法則に基づく最小時間と人員配置の概念。
- ユースケースポイント法（英語版） (UCP法)
- 加重マイクロファンクションポイント（英語版）（WMFP）
- ワイドバンドデルファイ（英語版）

ほとんどのコストソフトウェア開発の見積手法では、最初にソフトウェアの規模を見積もってから、規模あたりの費用を履歴情報から見積もる。ソフトウェアの規模は通常、 ソースコードの行数、ファンクションポイント法、またはアジャイルストーリーポイントで決定される。